# Uilleann Pipes

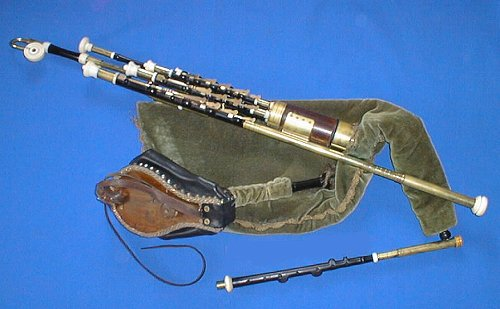
Uilleann Pipes Full Set

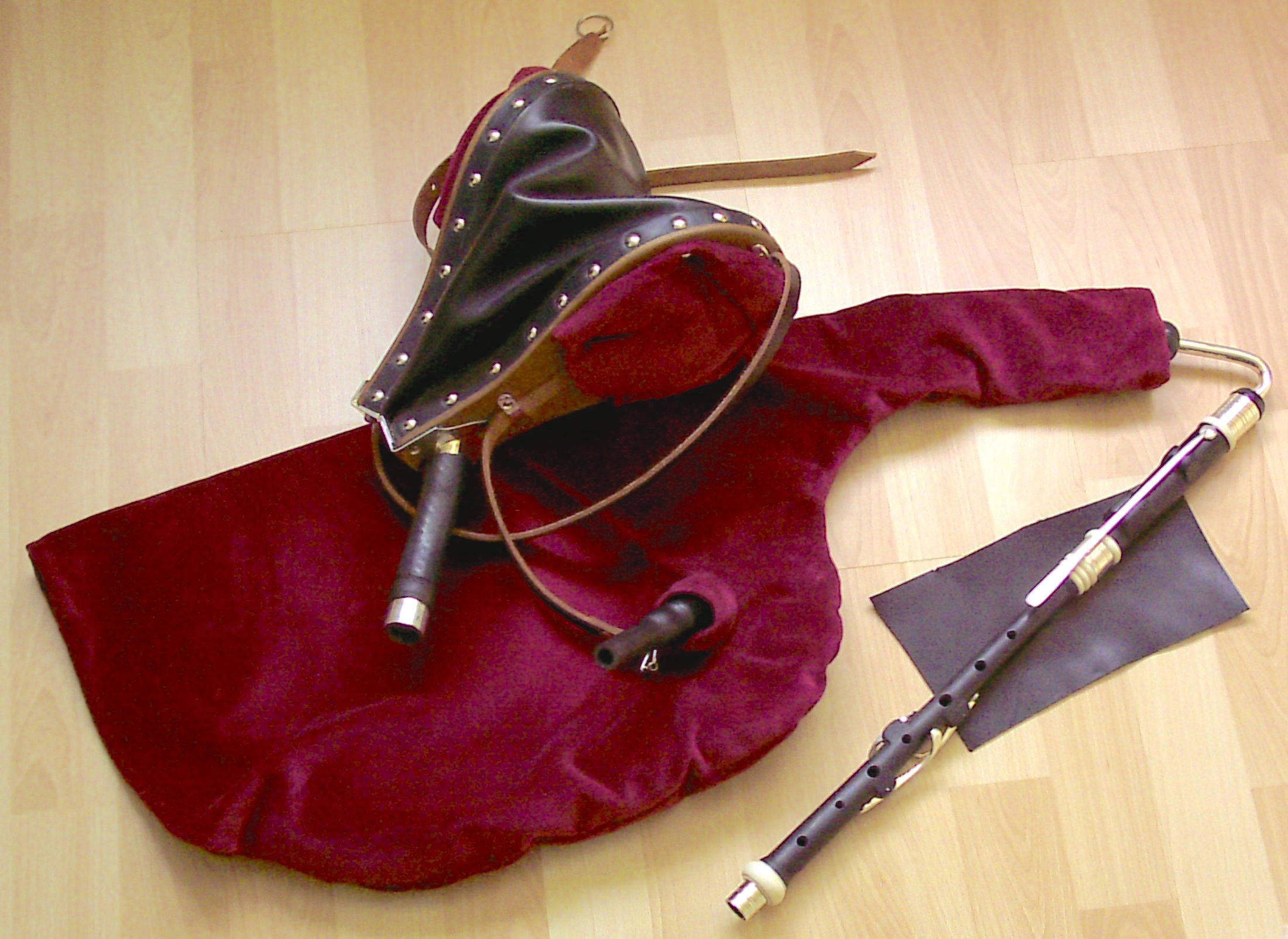
Practice Set ohne Drones und Regulatoren

Uilleann Pipes [ˌɪlənˈpaɪps] (von ir. uilleann [ˈiːlʲən̪ˠ] (ir. pioban-Uilleann) „Ellbogen“ und engl. pipes „Pfeifen“) ist der Name für den irischen Dudelsack. Sie wurden in der heute gebräuchlichen Form bereits im 18. Jahrhundert (ca. 1760–1780) entwickelt und seit dieser Zeit wenig verändert. Ihr Klang kann als relativ zart und weich (im Vergleich zum scharfen Klang der Great Highland Bagpipes) beschrieben werden.
Das Spielen der Uilleann pipes wurde 2017 in die UNESCO-Liste des immateriellen Kulturerbes der Menschheit aufgenommen.

## Namensgebung
Die Namensgebung ist darin begründet, dass die Uilleann Pipes nicht mit dem Mund, sondern über einen mit dem Ellenbogen betätigten Blasebalg mit Luft versorgt werden. Andere Namen sind Union Pipes und Irish Pipes.

## Aufbau und Spielweise
Die Uilleann Pipes werden im Sitzen gespielt. Unter dem rechten Arm sitzt ein Blasebalg, unter dem linken der Sack. Die drei Drones (Bordunpfeifen) liegen quer über dem Schoß des Spielers. Sie können über ein bedienbares Ventil ein- oder ausgeschaltet werden. Zusätzlich gibt es sogenannte Regulatoren, in der Regel drei Stück. Es handelt sich hierbei um gedackte Pfeifen, die mit Klappen versehen sind und erst beim Drücken einer Klappe einen Ton von sich geben. Die Klappen der Regulatoren werden beim Spielen mit der rechten Handkante oder dem rechten Daumen bedient und erzeugen Begleitakkorde. Die Melodiepfeife, genannt chanter, ist mit einem Doppelrohrblatt bestückt und hat einen Tonumfang von zwei Oktaven, wobei die zweite Oktave durch „Überblasen“, also die Erhöhung des Winddruckes erreicht wird. Außer beim Spielen des tiefsten Tons ruht das Ende des Chanters auf dem Oberschenkel des Spielers. Hält er alle Grifflöcher zu, so kann der Spieler den Ton unterbrechen (Staccato).

## Tonumfang
Ohne Klappen an der Spielpfeife lässt sich von den Halbtönen das C (als kleine Septime über dem Grundton D) erzeugen, so dass auch in G und e-Moll gespielt werden kann. Zusätzlich ohne Klappen, nur unter Einsatz von Gabelgriffen ist auch noch das Dis bzw. Es in beiden Oktaven möglich. Diese Töne werden sowohl als Leitton in E-Moll wie auch in seltenen Fällen als Ton in einem Durchgangs- und Wechselakkord C-Moll verwendet, meistens als „Ghost-D“ bezeichnet. Schriftlich aufgezeichnete Musikstücke, sogenannte „Tunes“ werden in D notiert, auch wenn die tatsächliche klingende Stimmung von D abweicht; die Uilleann Pipes sind also transponierende Instrumente. Ist eine Uilleann Pipe klingend in D gestimmt, spricht man von Konzertstimmung (concert-pitch). Weitere klingende Stimmungen sind Cis, C, H und B, diese werden zusammenfassend „flat Pipes“ oder „flat-pitched Pipes“ genannt.

## Schwierigkeitsgrad
Durch die anspruchsvolle Koordination von Arm-, Hand- und Fingerbewegungen beim Betätigen von Blasebalg, Windsack, Chanter, Regulatoren und Drones sind die Uilleann Pipes wohl der am schwersten spielbare Dudelsacktypus, wahrscheinlich aber zugleich der mit der höchsten musikalischen Ausdruckskraft.

## Materialien
Die Uilleann Pipes werden hauptsächlich aus dem sehr dunklen afrikanischen Hartholz Grenadill oder aus schwarzem Ebenholz hergestellt. Daneben gab es auch immer schon Instrumente aus Buchsbaum und aus Obsthölzern wie Zwetschge oder Ahorn. Die Metallteile werden aus Messing oder Silber, die Zierringe aus Elfenbein, heute eher aus Buchsbaum, Kunststoff oder (Rinder-)Horn hergestellt.

## Film
- Tanja Hamilton: Wie man einen Dudelsack baut, SWR Fernsehen Landesschau Reihe: Handwerkskunst! vom 5. August 2019 (YouTube)